# Потапов Олександр Ігорович
Олександр Ігорович Потапов (рос. Александр Игоревич Потапов; 23 листопада 1989, Шихани, РРФСР — 30 серпня 2022, Ізюм, Україна) — російський офіцер, старший лейтенант Росгвардії. Герой Російської Федерації.

## Біографія
В 2007 році закінчив середню загальноосвітню школу №12 в Шиханах, в 2010 року — Вольський педагогічний коледж, здобув кваліфікацію вчителя фізкультури. 
В липні 2010 року був призваний в 604-й центр спеціального призначення «Витязь» Окремої дивізії оперативного призначення Внутрішніх військ МВС РФ в Балашисі. В 2011 році підписав контракт і продовжив службу в своєму підрозділі, який в 2016 році був переданий Росгвардії. 
В 2015 році здобув право на носіння крапового берета, в тому ж році заочно закінчив Інститут фінансів і права в Махачкалі за спеціальністю «Юриспруденція». Після початку інтервенції неодноразово був відряджений в Сирію. 
З 24 лютого 2022 року в складі ЦСН «Витязь» брав участь у вторгненні в Україну, бився на Донбасі. Через 3 місяці повернувся в Балашиху, проте ще через 2 місяці повернувся в Україну. Загинув внаслідок вибуху снаряду з РСЗВ HIMARS. 7 вересня 2022 року був похований в Балашисі.

## Звання
- Прапорщик (9 листопада 2013)
- Лейтенант (24 травня 2019)
- Старший лейтенант (27 травня 2022)

## Нагороди
Отримав численні нагороди, серед яких:
- Медаль «За проявлену доблесть» 3-го ступеня
- Медаль Суворова (4 травня 2017)
- Медаль «За відвагу» (2 червня 2022)
- Звання «Герой Російської Федерації» (29 вересня 2022, посмертно) — «за мужність і героїзм, проявлені під час виконання військового обов'язку.» 30 вересня «Золота зірка» була передана родичам Потапова генерал-полковником Віктором Стригуновим.